# Nicole Neumann

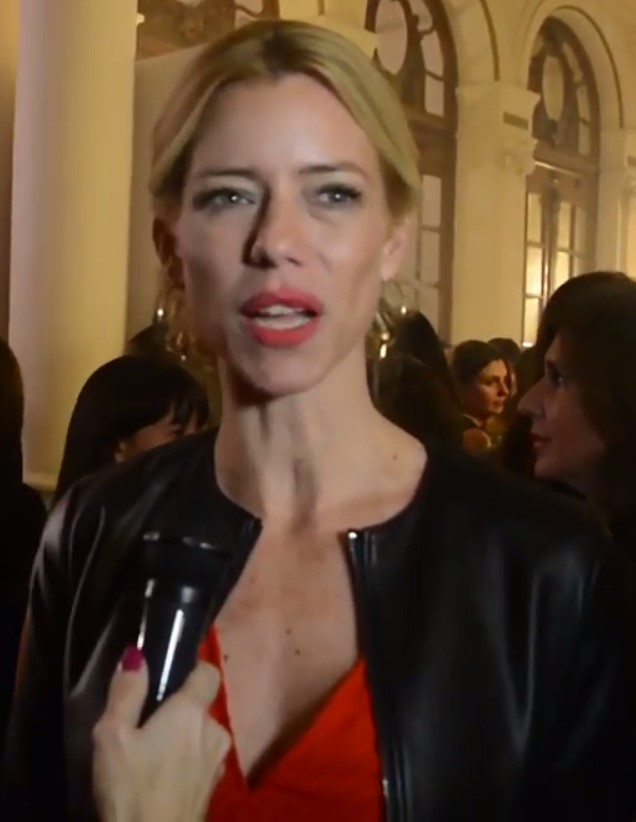
Nicole Neumann ở Argentina

Nicole Neumann (sinh ngày 31 tháng 10 năm 1980, Buenos Aires) là một người mẫu, nữ doanh nhân và người dẫn chương trình truyền hình người Argentina.

## Tiểu sử
Sau khi sinh, Neumann chuyển cùng gia đình đến Salzburg, Áo, nơi xuất thân của cha cô. Khi Neumann được 1 tuổi, cha mẹ cô đã ly thân và cô trở về cùng với mẹ là bà Maria, nơi cô có một người chị cùng cha khác mẹ tên là Geraldine Conti. Ít lâu sau, họ định cư ở Córdoba, Argentina. Sau đó, họ chuyển đến Bỉ.

## Nghề nghiệp
Nicole Neumann lần đầu tiên làm việc trong một quảng cáo truyền hình vào năm 4 tuổi. Cô trở thành người mẫu từ năm 12 tuổi, là người mẫu trẻ nhất lúc bấy giờ. Báo chí gọi cô là "lolita", do cuốn sách Lolita của Vladimir Nabokov, và mở rộng nó cho những người mẫu trẻ khác sẽ làm theo. Tuy nhiên, thuật ngữ ở Argentina chỉ được sử dụng cho các người mẫu chính thống, và không dành cho nội dung khiêu dâm trẻ em như thuật ngữ bằng tiếng Anh. Cô từng làm người mẫu cho Pancho Dotto và Roberto Giordano, và quốc tế tại Paris và Milan. Cô đã làm việc cho các thương hiệu quần áo như Versace và Nina Ricci. Cô chụp ảnh khỏa thân cho tạp chí Gente năm 2001 với người mẫu Pampita, nói rằng nó mang lại lợi ích cho cả hai. Cả hai đã có một vài xung đột trong những năm sau đó.

## Đời tư
Vào mùa hè năm 2004, cô đã được nhìn thấy với người mẫu Nacho Herrero trên một bãi biển ở Punta del Este trong khi cô vẫn hẹn hò với người quản lý Matías Liberman ngay sau khi cô chia tay anh ta và làm lễ đính hôn với Nacho Herrero, kết hôn với anh ta Cặp vợ chồng nhỏ đã chia tay năm sau vì mối tình lãng mạn của cô với cầu thủ bóng đá Fabián Cubero. Cô tham gia một buổi chụp ảnh với các cầu thủ bóng đá Mariano Pavone, Marcos Angeleri, Leandro Somoza và Fabián Cubero, vào năm 2006. Cô bắt đầu mối quan hệ với Fabián Cubero vào năm 2006. Cô kết hôn với anh hai năm sau đó. Họ có ba con gái. Vào tháng 5 năm 2017 Fabián Cubero và Nicole Neumann đã chia tay vào tháng 4 năm 2018, họ đã chính thức ly hôn sau 11 năm kết hôn. 